# USS Harry F. Bauer (DM-26)
O USS Harry F. Bauer (DM 26) foi um Destroyer norte-americano da classe Robert H. Smith que serviu durante a Segunda Guerra Mundial.

## Comandantes
| Comandante                          | Data                       |
| ----------------------------------- | -------------------------- |
| Cdr. Russell Champion Williams, Jr. | 22 de Setembro de 1944 -?? |